# Заповідна територія островів Фенікс
Заповідна територія островів Фенікс ( PIPA ) розташована в Республіці Кірибаті, океанічній країні в центральній частині Тихого океану приблизно посередині між Австралією та Гаваями. Її територія становить 11,34% ексклюзивної економічної зони країни  та складає 408,250 км2 (157,626 миля2). Це одна з найбільших морських природоохоронних територій та одна з найбільших заповідних територій будь-якого типу (суша чи море) на Землі. 

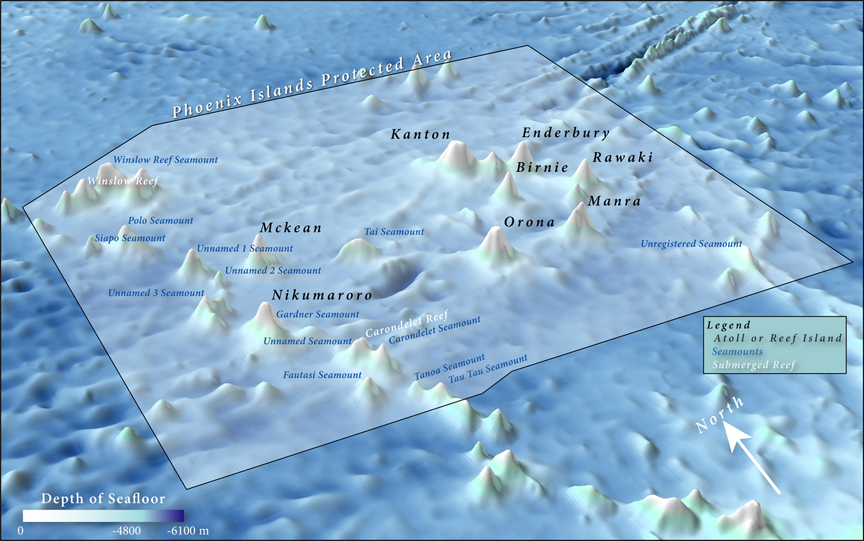
Заповідна територія островів Фенікс - це переважно незаселений кораловий архіпелаг, розташований у біологічно важливій зоні під назвою полінезійсько-мікронезійська гаряча точка.

Загалом це еквівалентно розміру штату Каліфорнія в США, хоча загальна площа суші становить лише 25 км2 (9,7 миля2)         . 
Республіка Кірибаті у партнерстві з неурядовими природоохоронними організаціями Conservation International та акваріумом Нової Англії утворила трест з охорони природи на островах Фенікс (PIPA Trust).  У 2018 році акваріум Нової Англії відмовився від участі у проекті, натомість Акваріум Тихого океану приєднався до проекту. [Архівовано 9 квітня 2018 у Wayback Machine.]

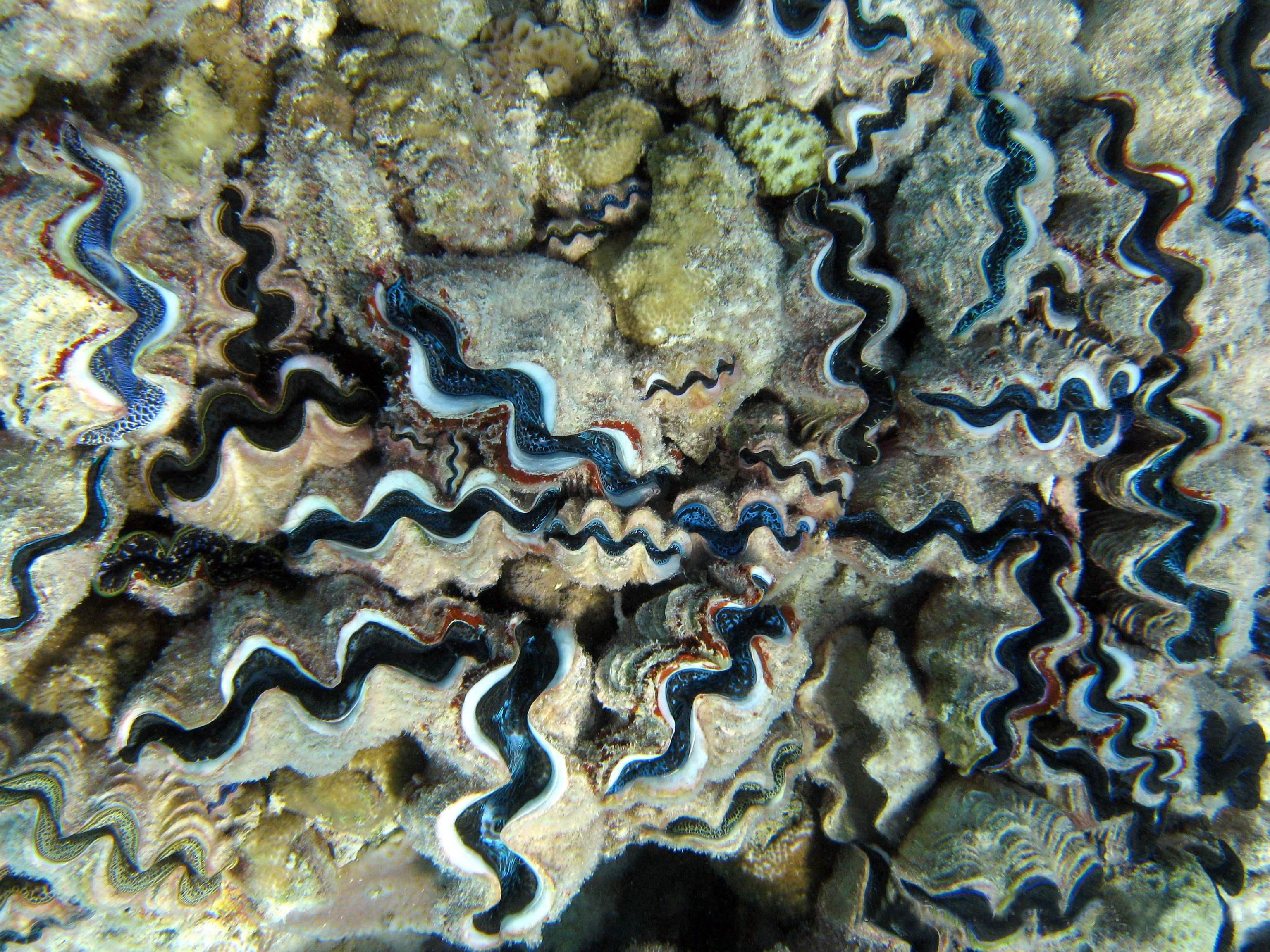
Гігантські молюски Tridacna в лагуні Орона

Вимоги до управління та захисту, необхідні для підтримання природоохоронних заходів, відображені як у поточних тимчасових вимогах, так і у нещодавно затвердженому плані управління. До них відносяться, але не обмежуються ними: 
- Зонація
- Дозволи

Адміністраторів заповідника було піддано критиці за кількість риболовлі, яку вони дозволили до повного закриття 1 січня 2015 року.  З 1 січня 2015 року вся комерційна видобувна діяльність (включаючи вилов тунця ) заборонена в усьому заповіднику. Лише невелика зона стійкого використання навколо острова Кантон дозволяє проводити обмежені заходи для підтримки населення. 

## Природна спадщина
Існує 514 видів рифних риб, у тому числі кілька нових видів. 
П'ять з восьми островів PIPA в даний час Birdlife International визначили важливими районами для птахів . Сьогодні на островах живе 19 видів морських птахів. Багато інших морських птахів мігрують через PIPA, включаючи паводкові води та строкаті буревісники з Австралії та Нової Зеландії. До відомих видів відносяться ендемічний, зникаючий буревісник Фенікс . 

## Програма відновлення островів та біозахисту

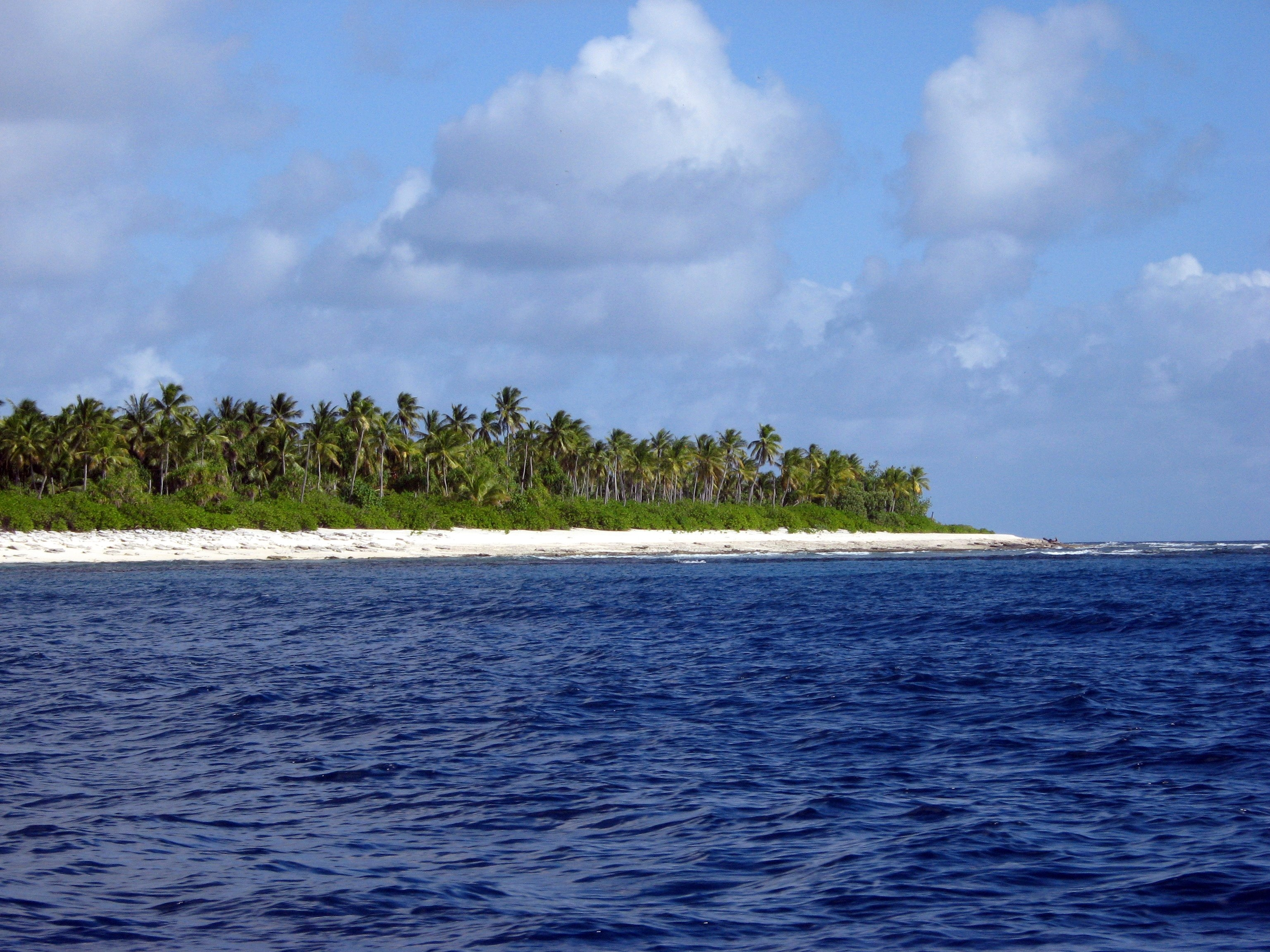
Цілі відновлення PIPA включають викорінення немісцевих видів котів з острова Орона, які знищують популяції птахів.

До негативних наслідків присутності на острівах інвазивних видів рослин і тварин відносять знищення самородних морських птахів і рослин, особливо за рахунок знищення яєць та молодняку, а також розповсюдження рослин, що займають місця місцевих видів, модифікуючи природну екосистему острова . Рослини та тварини, які були впроваджені з часом, включають тихоокеанських та азійських щурів, кроликів, котів, мурашок, свиней, собак та лантану .  
До тих пір, поки острови не був оголошений природоохоронною зоною, останні всебічні дослідження фауни проводилися в 1960-х роках. У 2006 році було проведено нове обстеження, щоб визначити ступінь вторгнення немісцевих видів шкідників на кожен острів і можливість виконання програми відновлення. З цієї роботи було встановлено, що шкідників - особливо диких кроликів на острові Равакі та азійських щурів на острові Маккійн - слід видалити з островів Фенікс.  
Приблизно в 2002 році, азійські щури колонізували острів МакКін, мабуть, коли рибальський траулер зазнав аварії на острові. Опитування 2006 року показало, що хижацтво щурів практично знищило колись велику популяцію буревісників та морських крачок  Кролики на Равакі знищували ресурси,необхідні птахам і загалом завдавали шкоди, а також топтали гнізда.  

Як перший крок до відновлення біорізноманіття на островах Фенікс, в середині 2008 року щурів та кроликів почали викорінювати на МакКін та Равакі. У листопаді-грудні 2009 р. перевірка цих островів науковою командою показала, що програми викорінення були успішними. Здобутки для рослин та птахів були вражаючими, коли група виявила, що морські птахи успішно гніздяться на МакКін вперше за майже 10 років. Тим часом, на Равакі відновлення рослинності дало змогу птахам знайти підходящі місця для гнізд на всьому острові. Навіть фрегати гніздилися на відновлюваних зараз рослинах. Ці зусилля дадуть змогу відновитися популяціям багатьох морських птахів. Друга експедиція по викоріненню була успішно проведена в липні 2011 р., Для усунення шкідників були обрані два додаткові острови - Ендербері та Бірні. На обох островах були популяції немісцевих тихоокеанських щурів. 

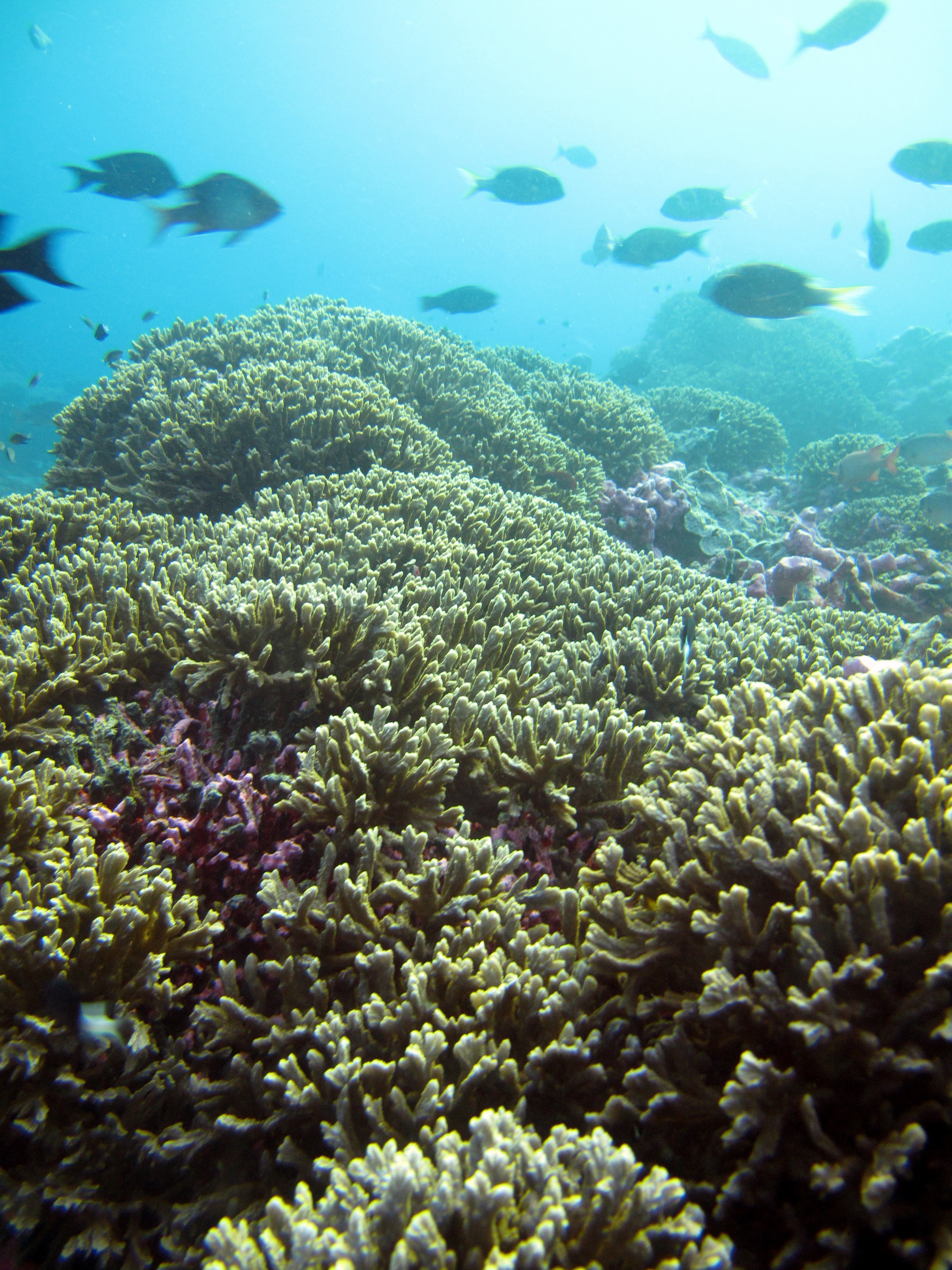
Корали Hydnophora rigida
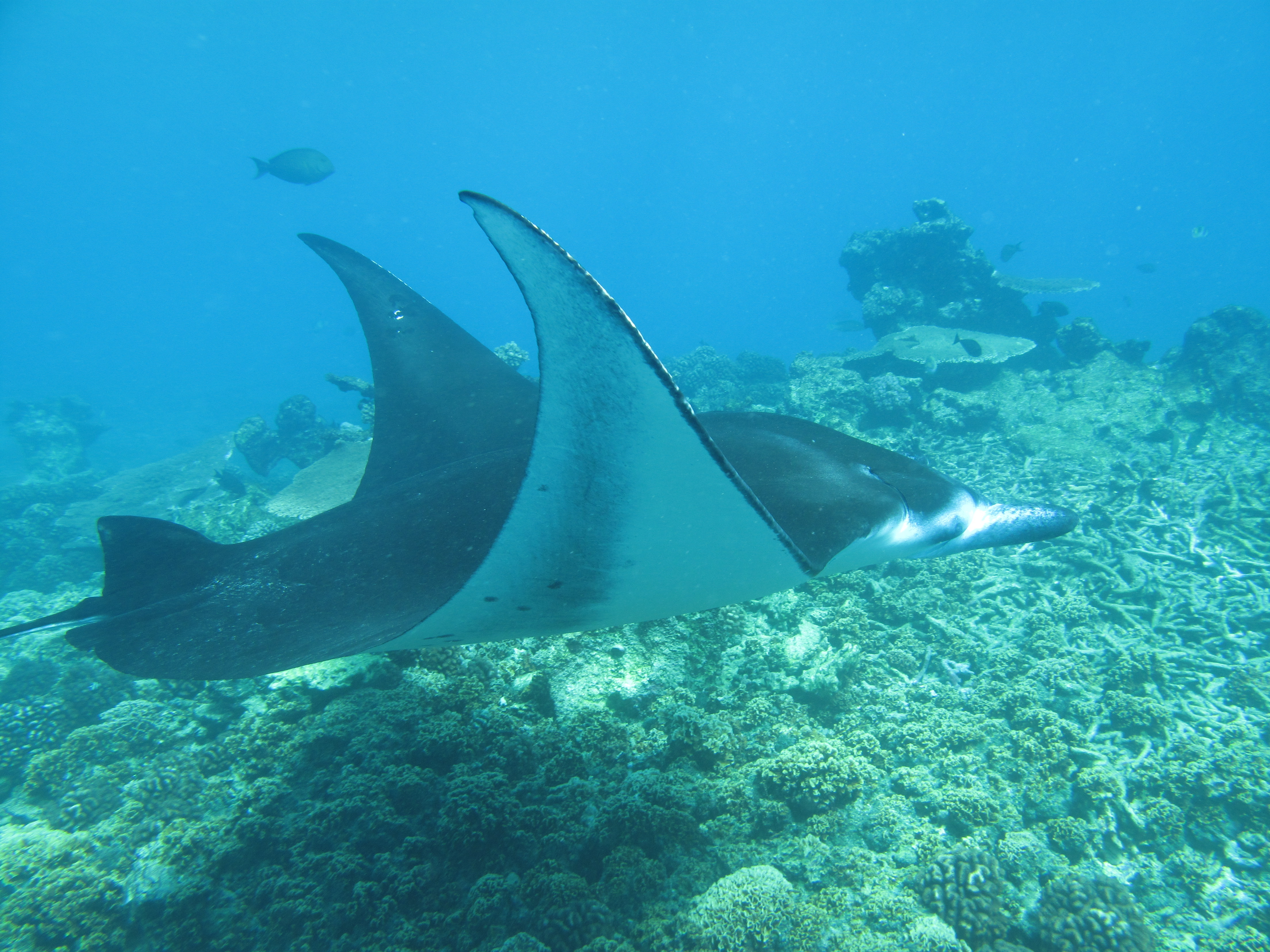
риба в заповідній зоні островів Фенікс
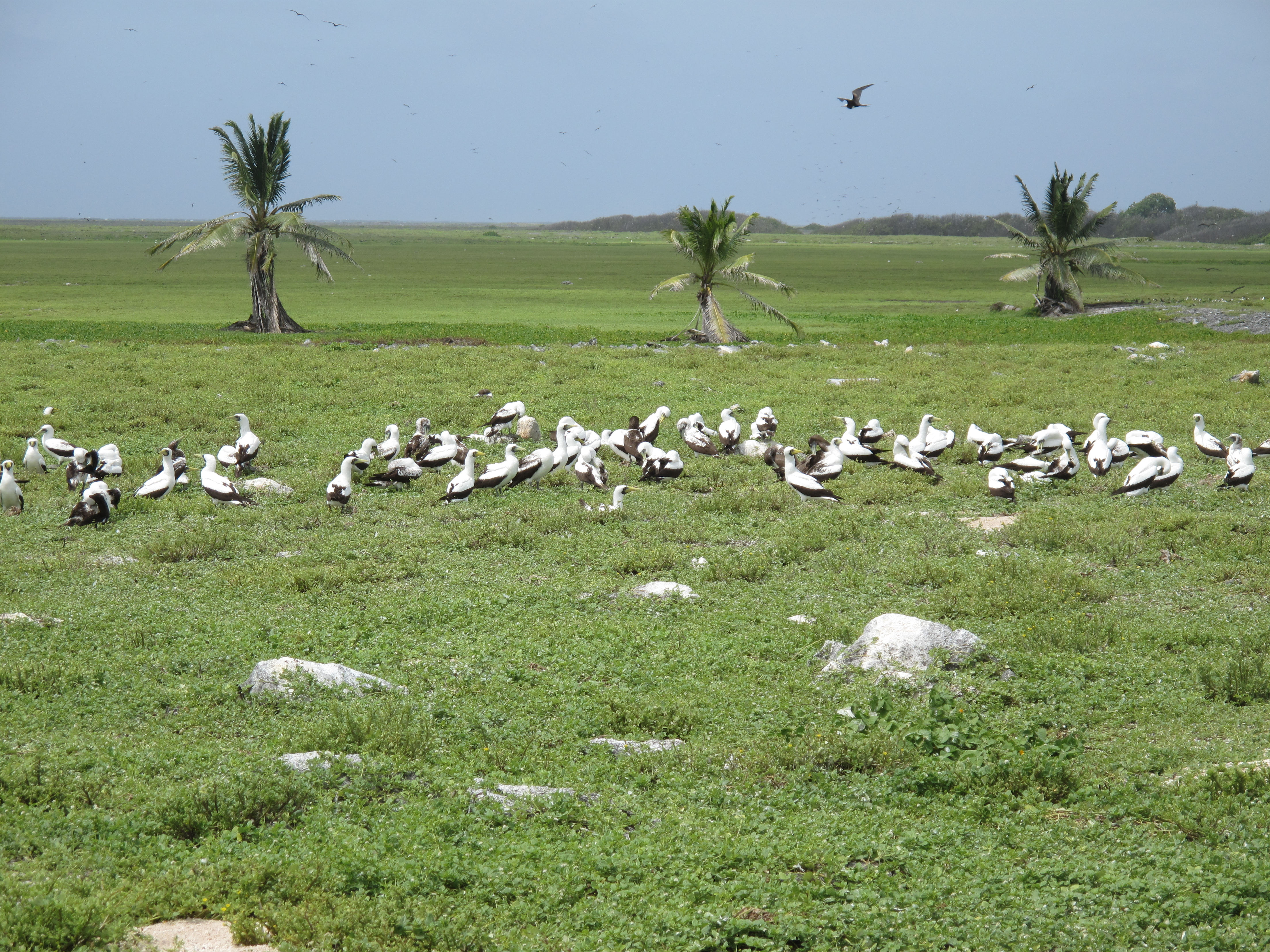
чайки
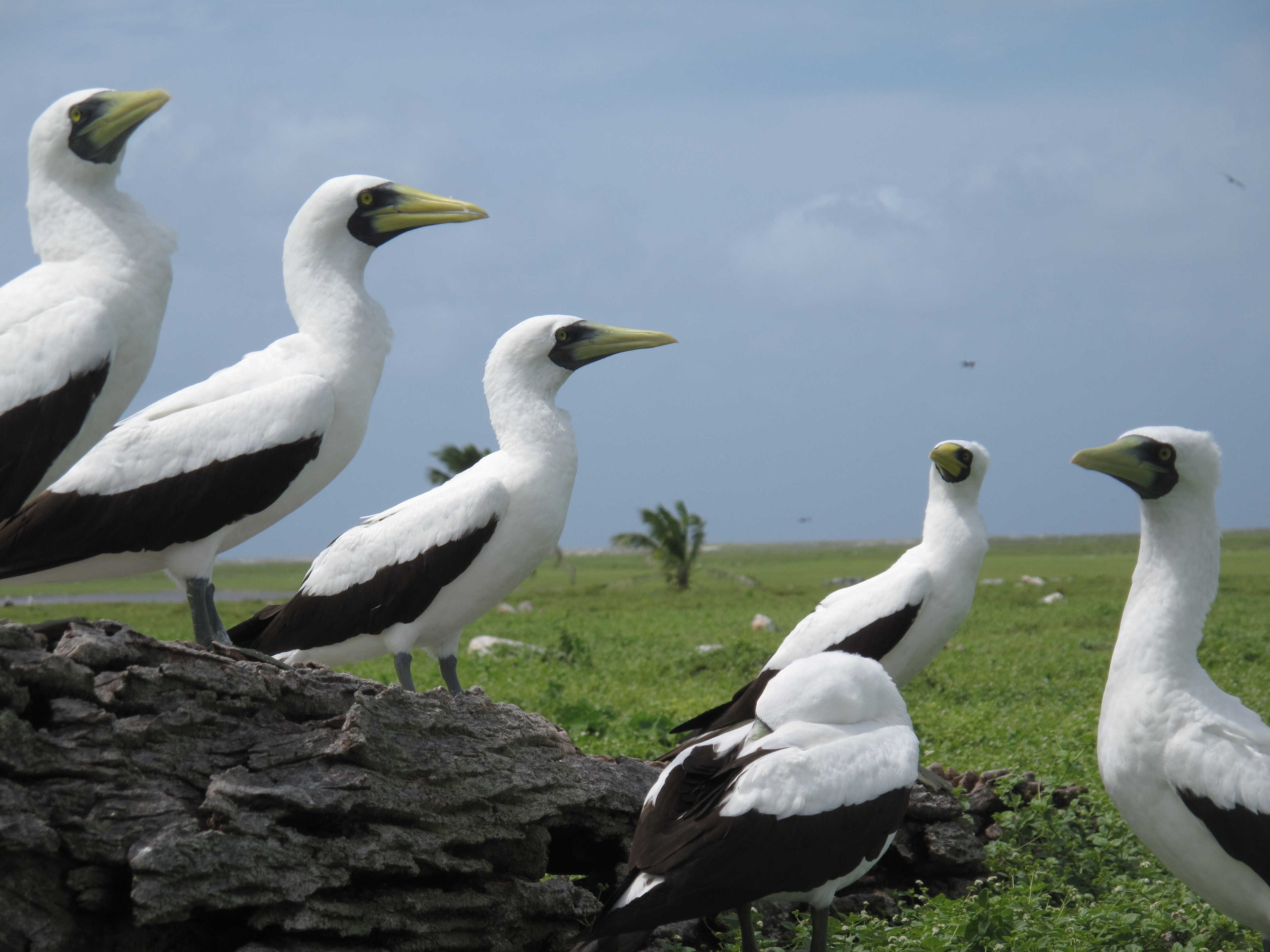
птахи на заповідній території островів Фенікс
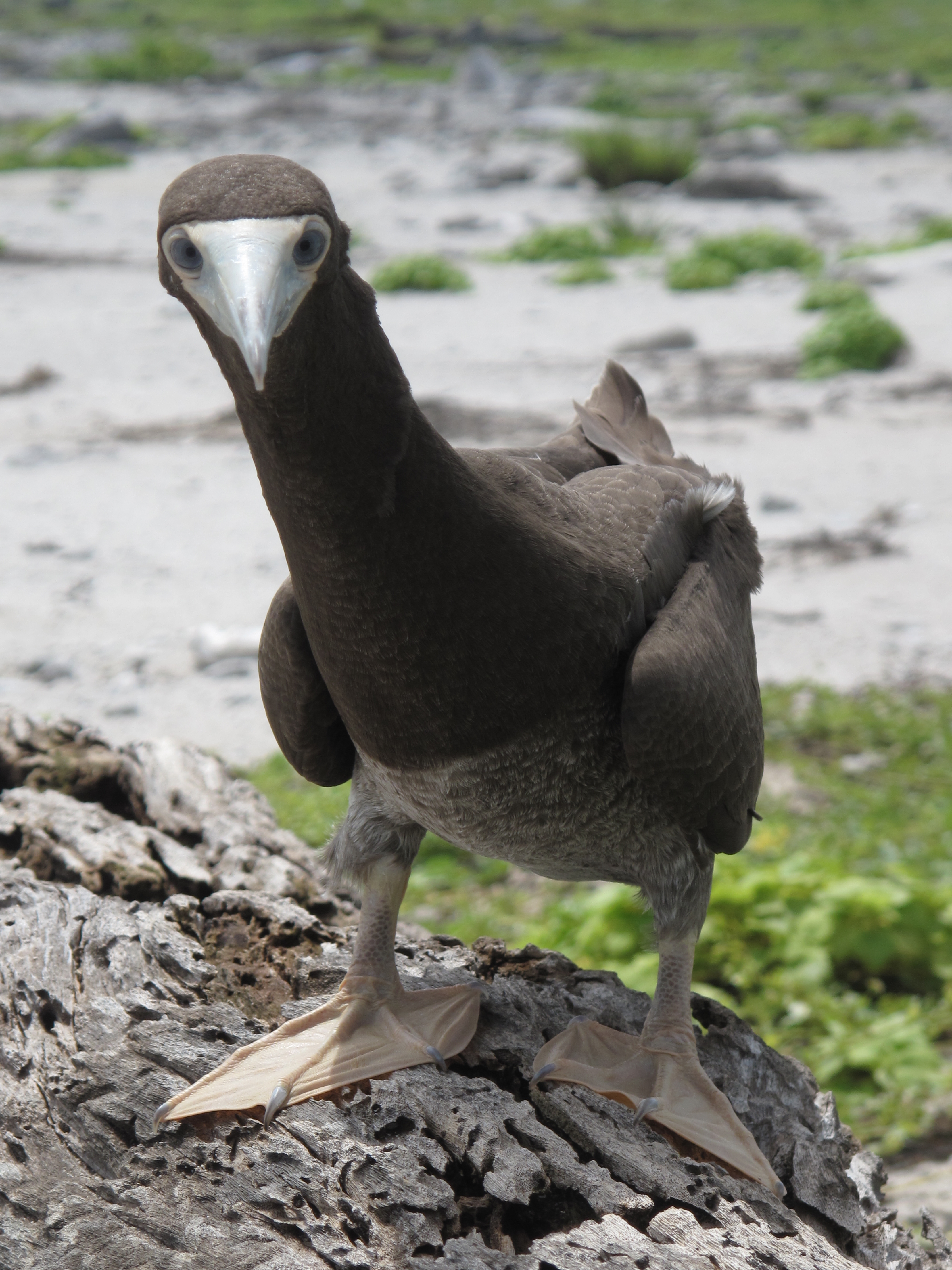
Неповнолітній буревісник на заповідній території островів Фенікс
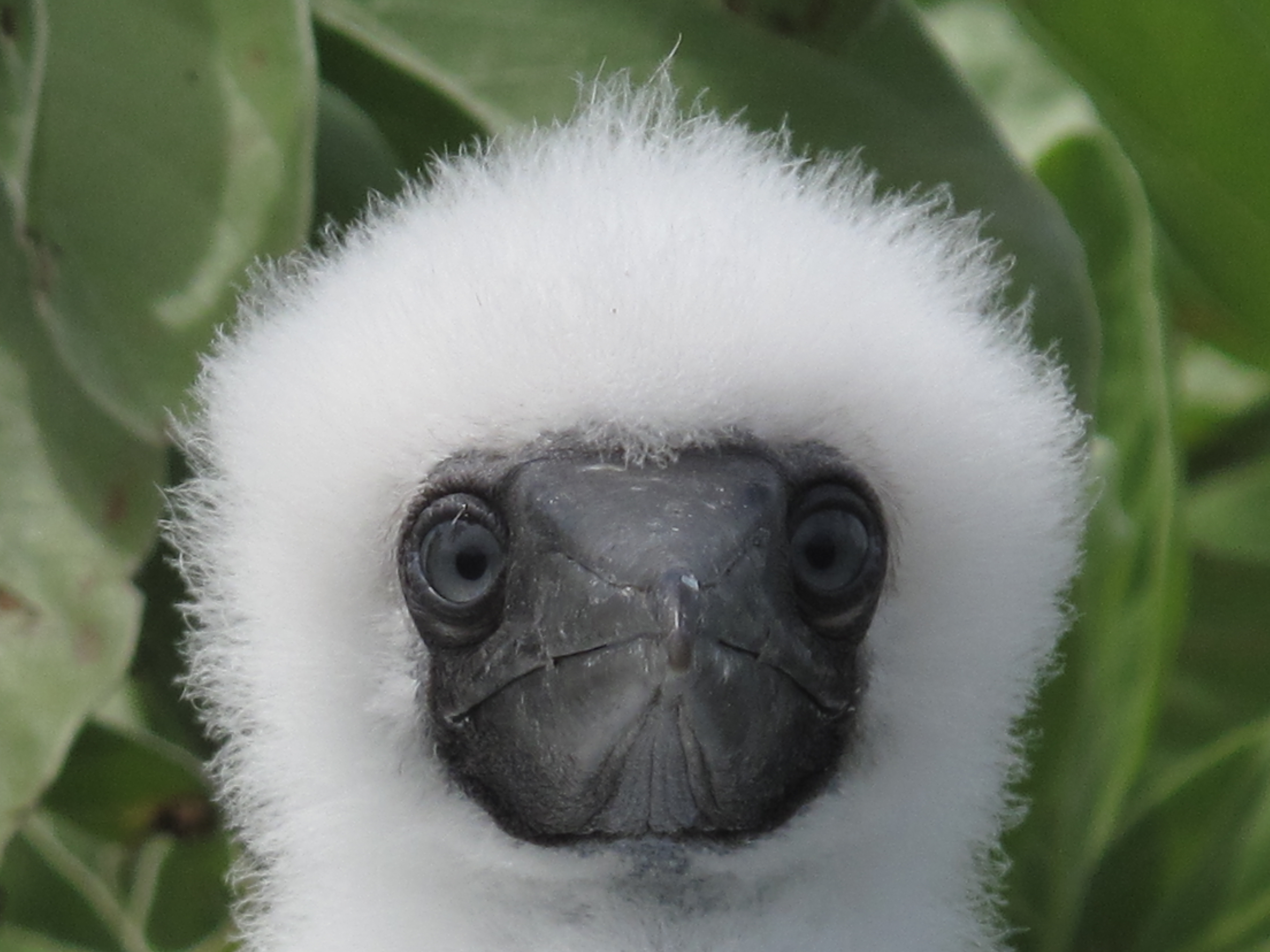
птахи на заповідній території островів Фенікс
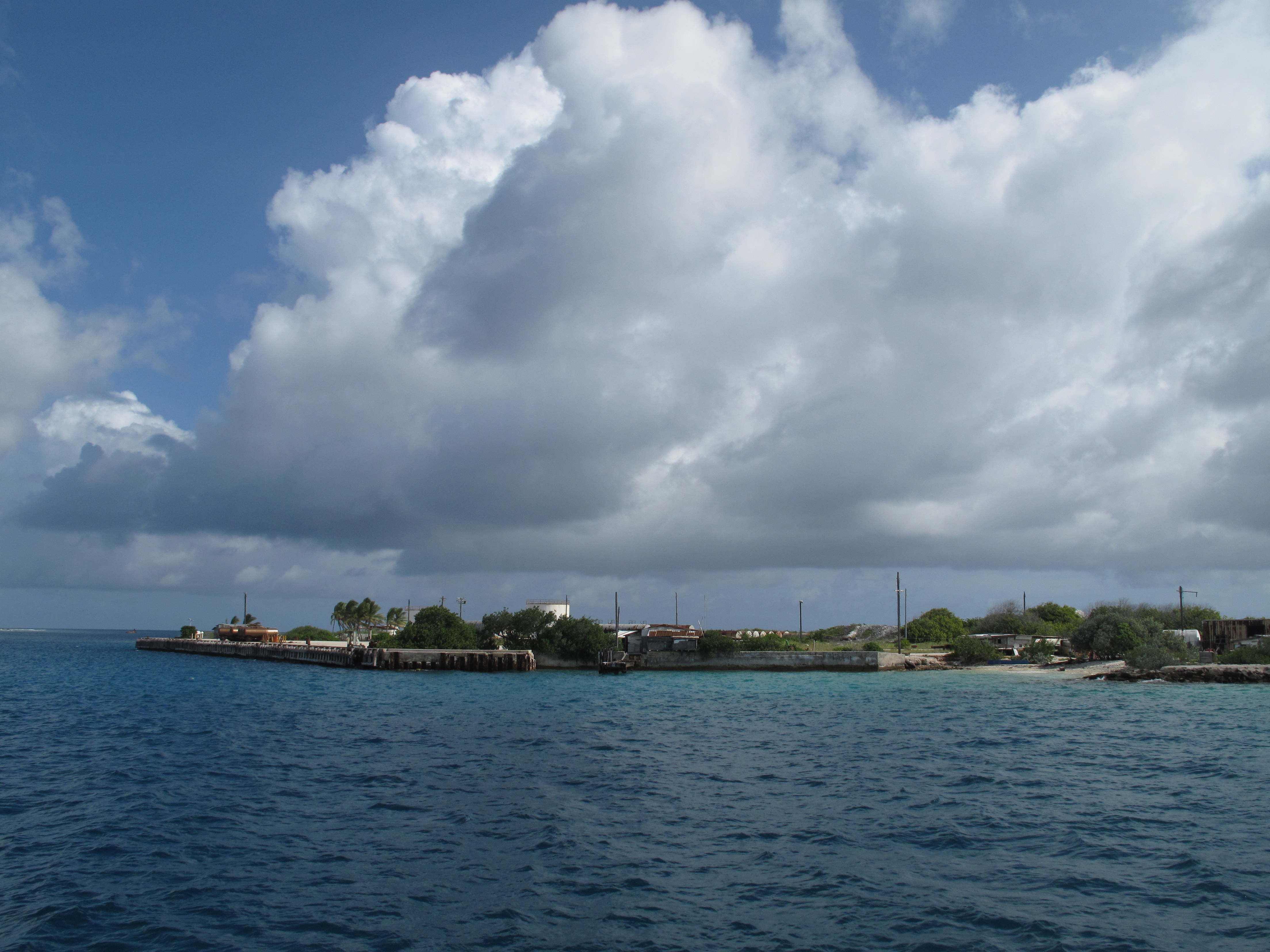
вид на острови Фенікс

## Всесвітня Спадщина ЮНЕСКО
30 січня 2009 р. Республіка Кірибаті подала заявку на охорону території Островів Фенікс на розгляд до Списку всесвітньої спадщини Організації Об'єднаних Націй з питань освіти, науки та культури (ЮНЕСКО) . Це була перша кандидатура, подана Кірибаті з моменту ратифікації Конвенції у 2000 році. 1 серпня 2010 року на 34-й сесії Комітету всесвітньої спадщини в Бразилії, Бразилія, було прийнято рішення про внесення островів Фенікс до Списку Всесвітньої Спадщини. Це стало найбільшим та найглибшим об’єктом світової спадщини у світі. 

## Подальше читання
- Christopher Pala (2 жовтня 2008). Ocean wildereness is size of California. Cosmos magazine. Cosmos Media Ltd. Архів оригіналу за 10 лютого 2014. Процитовано 7 червня 2013. The Phoenix Islands Protected Area will be the size of California, the first that protects tuna and other ocean-going fish and the first to get funding using market-based mechanisms.

## Зовнішні посилання
- Вебсайт Охоронних територій островів Фенікс [Архівовано 3 грудня 2019 у Wayback Machine.]
- Острови Фенікс - Портал Смітсонівського океанічного порталу [Архівовано 9 січня 2014 у Wayback Machine.]
- Сторінка PIPA з туризму в Кірибаті [Архівовано 23 березня 2010 у Wayback Machine.]
- Сторінка PIPA New England Aquarium
- Міжнародна сторінка охорони природи PIPA
- Інформація про номінацію щодо світової спадщини PIPA [Архівовано 30 квітня 2010 у Wayback Machine.]
- Стаття журналу National Geographic за січень 2004 року [Архівовано 4 січня 2014 у Wayback Machine.]
- Підводний Едем: Збереження останньої коралової пустині на Землі [Архівовано 30 січня 2014 у Wayback Machine.] - історія заснування PIPA.
- http://www.phoenixislands.org/pdf/AMB-PIPA-2014.pdf [Архівовано 13 серпня 2016 у Wayback Machine.]